# Kfz-Kennzeichen (Botswana)

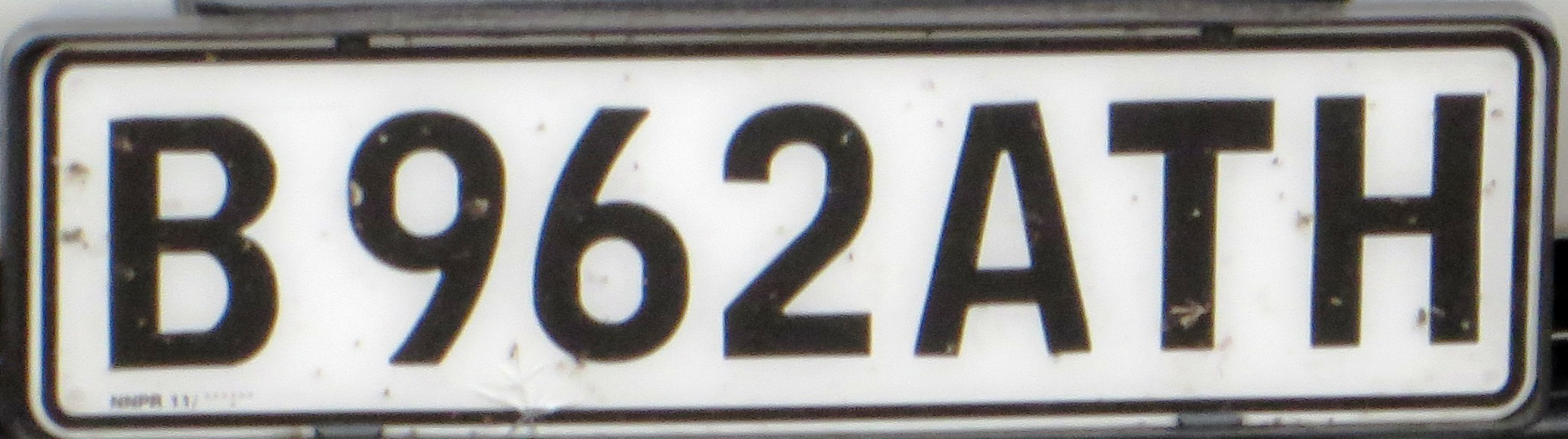
Vorderes Kennzeichen aus Botswana

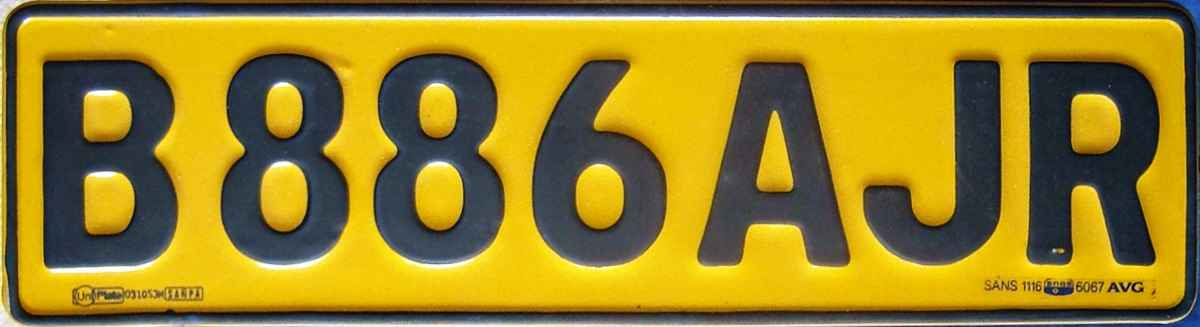
Hinteres Kennzeichen aus Botswana

Die Kfz-Kennzeichen in Botswana ähneln in ihrem Aussehen den früheren britischen Nummernschildern (bis 2000). Das vordere Kennzeichen besitzt einen weißen Hintergrund, das hintere einen gelben, die Schrift ist jeweils schwarz. Die Schilder beginnen mit einem B für den Landesnamen, gefolgt von drei Ziffern und drei Buchstaben ohne Bedeutung. 

Diplomatenkennzeichen zeigen zunächst maximal zwei Ziffern, die das entsprechende Herkunftsland kodieren, gefolgt von den Buchstaben CD, CC oder CT. Es folgt eine fortlaufende Seriennummer. 

Behördliche Fahrzeuge und Fahrzeuge der Streitkräfte besitzen rote Schrift auf weißem Grund. Die Schilder beginnen mit BX bzw. mit BDF (Botswana Defense Forces).